# Uniunea de la Ujhorod

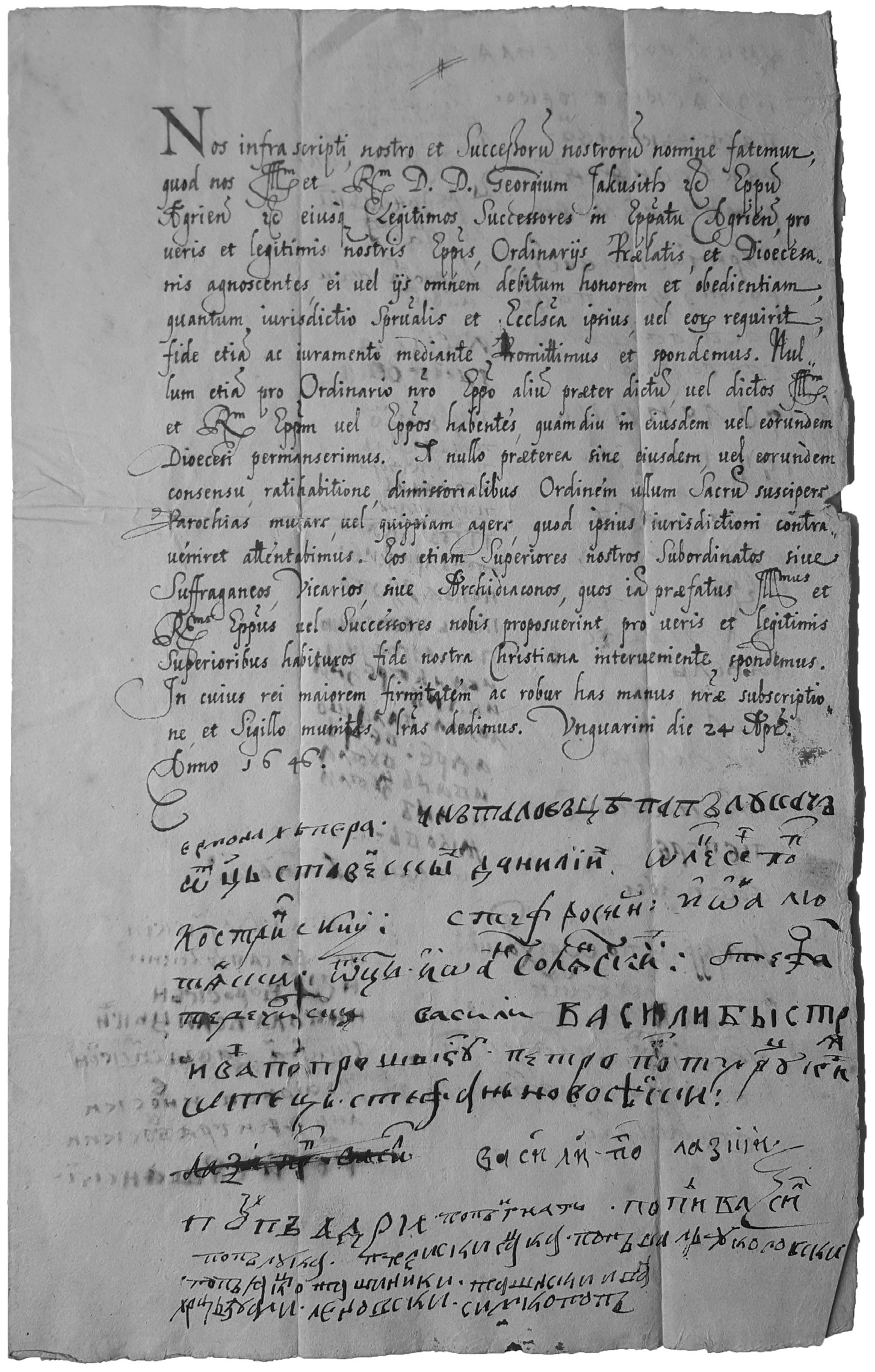
Actul unirii de la Ungvár (Ujgorod), 24 septembrie 1646

Uniunea de la Ujgorod (învechit Uniunea de la Ungvár) a fost semnată în data de 24 septembrie 1646 de 63 de preoți de rit bizantin din Rutenia Subcarpatică (aparținând Episcopiei Ortodoxe de la Mukacevo ), care prin actul respectiv au trecut de sub jurisdicția Patriarhiei Moscovei sub cea a Bisericii Romei.
Rutenia Subcarpatică făcea parte din Regatul Ungariei, administrat de Casa de Habsburg. Uniunea de la Ujgorod s-a realizat în mod similar cu Uniunea de la Brest, din 1596.
Biserica Greco-Catolică Ruteană, biserica unită cu Roma rezultată din această uniune, a fost condusă în prima fază de un episcop subordonat arhiepiscopului romano-catolic de Eger, până în anul 1771, când a fost înființată Episcopia de Muncaci, a greco-catolicilor ruteni.
În 1949 autoritățile sovietice au „revocat” Uniunea, creând Eparhia Ortodoxă de Mukaciv-Ujgorod, sub Patriarhia Moscovei. La sfârșitul anilor 1980 Biserica Greco-Catolică Ruteană a fost din nou tolerată în Transcarpatia, ca urmare a relaxării persecuției religioase sovietice, prin politicile de glasnost și perestroica, promovate și susținute de Mihail Gorbaciov. 
| Originalul latinesc | Traducere românească |
| --- | --- |
| Nos infra scripti, nostro et Successoru nostroru nomine fatemur, quod nos Illm et Rm D. D. Georgium Jakusith etc Eppu Agrien etc eiusq Legitimos Successores in Eppatu Agrien, pro ueris et legitimis nostris Eppis, Ordinarijs, Praelatis, et Dioecesanis agnoscentes, ei uel ijs omnem debitum honorem et obedientiam, quantum iurisdictio Sprualis et Ecclsca ipsius, uel eor requirit, fide etia ac iuramento mediante Promittimus et spondemus. Nullum etia pro Ordinario nro Eppo aliu praeter dictu, uel dictos Illm et Rm Eppm uel Eppos habentes, quam diu in eiusdem uel eorundem Dioecesi permanserimus. A nullo praeterea sine eiusdem, uel eorundem consensu, ratihabitione, dimissiorialibus Ordinem ullum Sacru suscipers Parochias mutars, uel quippiam agers, quod ipsius iurisdictioni contrauéniret atténtabimus. Eos etiam Superiores nostros Subordinatos sine Suffraganeos, Vicarios, siue Archidiaconos, quos id praefatus Illmus et Rms Eppus uel Successores nobis proposuerint, pro ueris et legitimis Superioribus habituros fide nostra Christiana interueniente spondemus. In cuius rei maiorem firmitatem ac robur has manus nrae subscriptione et Sigillo munitas lras dedimus. Vnguarini die 24 Apr. Anno 1646. | Noi, subsemnații, declarăm în nume personal și al urmașilor noștri, aceea că, acceptându-l pe ilustrul și onorabilul episcop George Jakusith etc., episcop din Eger, și pe urmașii lui legitimi ai episcopiei (catolice) din Eger, ca episcopi ai noștri adevărați și legitimi – ordinari, prelați și diecezani – promitem și jurăm lui și lor orice respect și supunere meritată – în măsura în care autoritatea lui sau a lor bisericească și cea spirituală o cere – cu ale noastre credință și jurământ, ca intermediari, neavând alt episcop ordinar al nostru decât pe acela sau aceia arătați ca episcopul sau episcopii iluștri și onorabili, atât timp cât stăruim în dieceza lui sau a lor. În plus, ne vom abține, fără a avea vreun acord sau fără aprobarea lui ori a lor, de la vreo consacrare a celor destituiți, să ne schimbăm parohiile sau să facem orice ce ar constitui încălcare a jurisdicției lui. Promitem că vom urma acei (episcopi) ca superiori ai noștri, subordonați sau sufragani, vicari sau arhidiaconi, pe care mai-înainte amintitul episcop ilustru și onorabil sau urmașii lui ni-i vor prezenta, ca superiori ai noștri adevărați și legitimi, bazându-ne pe fidelitatea noastră creștinească. Dorind o mai mare statornicie și dovadă a acestei chestiuni, am redactat această scrisoare, întărită de iscălitura mâinilor noastre și de pecete. Ujgorod, 24 aprilie 1646. |

Documentul găsit în 2016 constă într-o singură bucată de hârtie, față-verso. Partea din față a foliei conține jumătate de pagină scrisă în latină, detaliind condițiile Uniunii, cealaltă jumătate de pagină având iscăliturile mai multor preoți; partea verso conține numai alte iscălituri. Începând cu 2016, nu se știe dacă acest document al Uniunii a fost singurul duplicat sau au fost, inițial, mai multe. 
Începând cu 2016, documentul a fost găsit în Colecția Drugeth din Humenné, din arhiva de stat slovacă din Prešov. La origini, documentul a făcut parte din arhivele private ale familiei Drugeth, localizate în localitatea slovacă Humenné. Cumva miraculos, documentul a rezistat mutărilor multiple pe parcursul Războaielor Mondiale și a incendiului de la 1947, până ce-a fost transferat instituțiilor statale cehoslovace, care au decis să fie trimis la Levoča, în 1952, apoi, într-un final, la Prešov, in 1957. 